# Grób Dawida

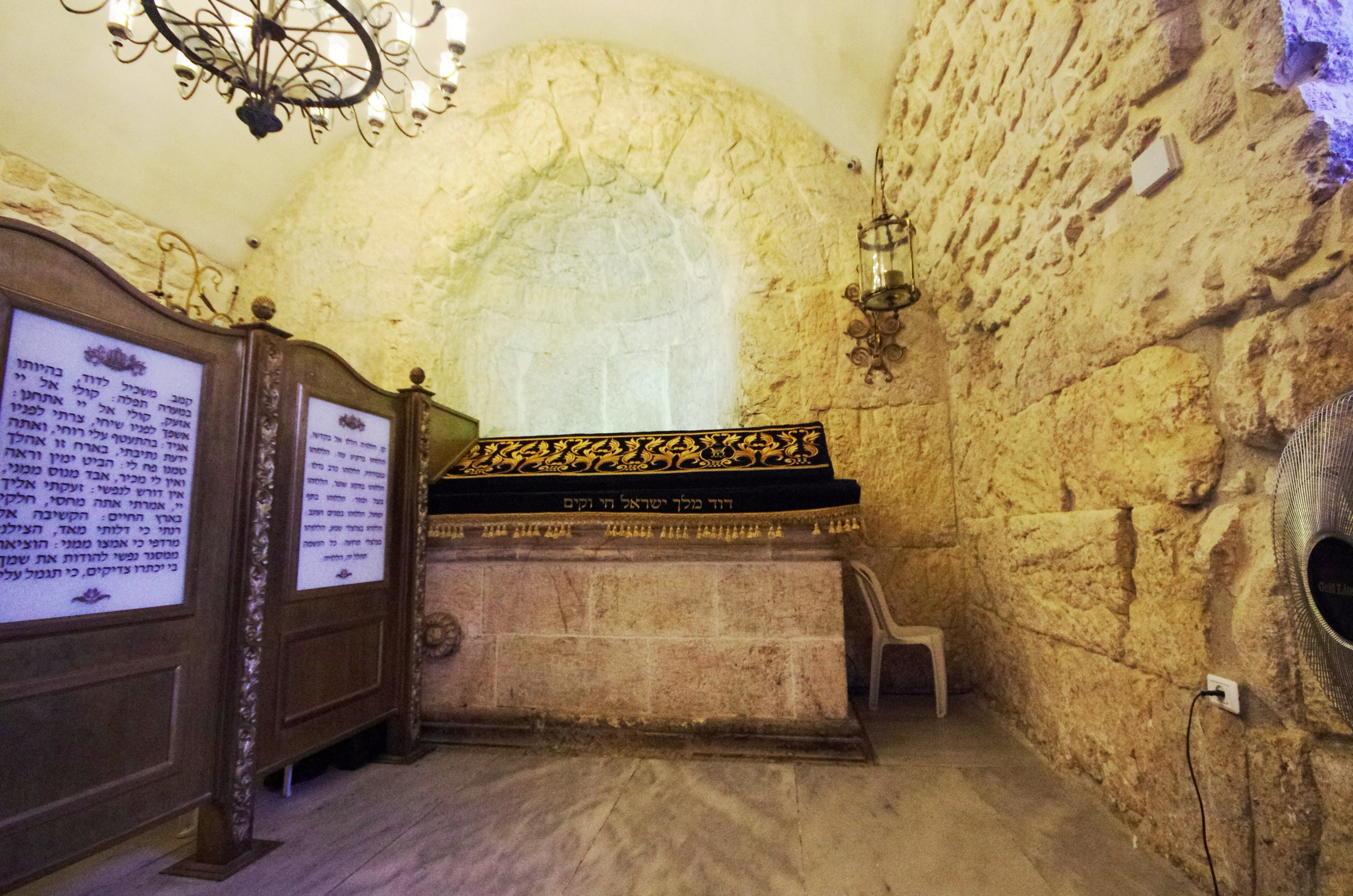
Grób Dawida w Jerozolimie (część dostępna dla mężczyzn). Z prawej strony widoczna oryginalna ściana budowli krzyżowców

Grób Dawida (hebr. ‏קבר דָּוִד המלך‎) – grobowiec na Górze Syjon w Jerozolimie czczony przez żydów i muzułmanów jako miejsce pochówku biblijnego króla Dawida.
Grób znajdujący się w parterowej części budynku Wieczernika, składa się z pomieszczenia z kamiennym sarkofagiem. Dostęp do niego jest oddzielony drewnianą przegrodą odgradzającą kobiety od mężczyzn.

## Historia
Obecny budynek z (najprawdopodobniej pustym) sarkofagiem pochodzi z czasów wypraw krzyżowych (XI–XII wiek n.e.) i został wzniesiony na miejscu wcześniejszej budowli, być może domu modlitwy, należącego do wspólnoty judeochrześcijańskiej. W XV wieku muzułmanie (którzy czczą Dawida jako jednego z proroków wymienionych w Koranie) przejęli budynek z sarkofagiem i w 1524 przekształcili go w meczet. Przebudowa widoczna jest w Wieczerniku, który był głównym pomieszczeniem modlitewnym meczetu. Przedsionek prowadzący do grobu został współcześnie przekształcony w synagogę. Chrześcijanie utożsamiają ten przedsionek z miejscem, gdzie Jezus Chrystus obmył nogi apostołom. Obecnie Grób Dawida jest własnością państwa Izrael. W latach 1948–1967, gdy Izraelczycy nie mieli dostępu do Ściany Płaczu, oddzielonej nieprzekraczalną granicą Jordanii, grób Dawida był dla wyznawców judaizmu głównym miejscem pielgrzymkowym w Jerozolimie.

## Autentyczność grobu
Autentyczność grobu jako rzeczywistego miejsca pochówku Dawida jest wątpliwa. Zgodnie z Biblią (1 Krl 2,10) Dawid został pochowany, podobnie jak inni królowie żydowscy, na wzgórzu Ofel położonym ok. 700 metrów na wschód. Być może tradycja sytuująca grób na sąsiednim wzgórzu wywodzi się z czasów bizantyńskich. Badający historię budowli archeolog Bargil Pixner OSB zwraca uwagę, że struktura, w której lokalizowany jest rzekomy grób Dawida, pochodzi z okresu rzymskiego i nie może być prawdziwym grobem tego władcy. Wyjaśnia on też, że domniemany grób Dawida został w rzeczywistości zbudowany przez krzyżowców jako symboliczne miejsce wspomnienia króla. Według badacza krzyżowcy ustawili w tym miejscu pusty sarkofag, który – najpierw przez żydów, a później przez muzułmanów – został uznany za autentyczne miejsce spoczynku Dawida.